# Axel Fredrik Cederholm
Axel Fredrik Cederholm, född 29 september 1780 i Stockholm, död där 9 december 1828 i Stockholm, var en svensk skådespelare, operasångare (tenor) och konstnär. 

## Biografi

### Skådespelare
Cederholm var anställd vid de Kungliga teatrarna 1800–20 som skådespelare och sångare. Han gjorde sig där främst populär genom gestaltningar av älskar- och hjälteroller i det högre dramat, men sjöng även tenorpartier i operor.
Bland hans roller märks Seid i Mahomet, Appius i Virginia, Karl Gustav i Drottning Kristina och Rudolf i Korsfararna.

### Bildkonstnär
Cederholm studerade även vid Konstakademien 1799–1809 och ansågs vara en stor begåvning och belönades med flera medaljer. Under åren 1811–16 gjorde han många teckningar av landskap och gårdar ute på Lidingö, liksom även från Ulriksdal, Haga, Karlberg och Drottningholm samt från en rad herrgårdar och bruk i Västmanland, Dalarna och Uppland. Två gouacher av Cederholm visar Karl XIV Johans kröning.
Han deltog flitigt i Konstakademiens utställningar 1801–20 och i Götiska förbundets utställning 1818. Hans konst är representerad på Nationalmuseum, Nordiska museet, Stadsmuseet i Stockholm och särskilt i den Westinska samlingen i Uppsala universitetsbibliotek med cirka 550 teckningar och akvareller.

## Roller
| År   | Roll                              | Produktion                              | Regi | Teater                  |
| ---- | --------------------------------- | --------------------------------------- | ---- | ----------------------- |
| 1797 | Greve d’Alville                   | De ädelmodige bönderne                  |      | Arsenalsteatern         |
| 1798 | Jean Gaud                         | Rosen i Salenci                         |      | Arsenalsteatern         |
| 1798 | Frode även kallad Arnljot Gellina | Fiskaren eller Det straffade våldet     |      | Arsenalsteatern         |
| 1798 | Betjänten                         | Den föregifne Lorden                    |      | Arsenalsteatern         |
| 1799 | La Fleur                          | Den unge betjänten                      |      | Arsenalsteatern         |
| 1801 | Ali                               | Fatima                                  |      | Gustavianska operahuset |
| 1803 | Torax                             | Anakreon på Samos                       |      | Gustavianska operahuset |
| 1803 | 1. officeren                      | De två dagsresorna eller Vattendragaren |      | Arsenalsteatern         |
| 1804 | En dragon                         | Målaren och modellerna                  |      | Arsenalsteatern         |
| 1805 | Léon                              | Léon eller Slottet Monténéro            |      | Gustavianska operahuset |
| 1810 | Pagano                            | Griselda                                |      | Gustavianska operahuset |
| 1810 | d'Aumont                          | Henrik IV                               |      | Gustavianska operahuset |
| 1811 | Saint Phar                        | Aline, Drottning af Golconda            |      | Gustavianska operahuset |
| 1812 | Talaren                           | Trollflöjten                            |      | [ 4 ]                   |
| 1812 | En okänd                          | Ambroise                                |      | [ 4 ]                   |
| 1814 | Selim                             | Enleveringen ur Seraljen                |      | Gustavianska operahuset |
| 1815 | Capulet                           | Romeo och Juliette                      |      | Gustavianska operahuset |
| 1818 | Måsse                             | Agander och Pagander                    |      | [ 4 ]                   |

## Bilder i urval

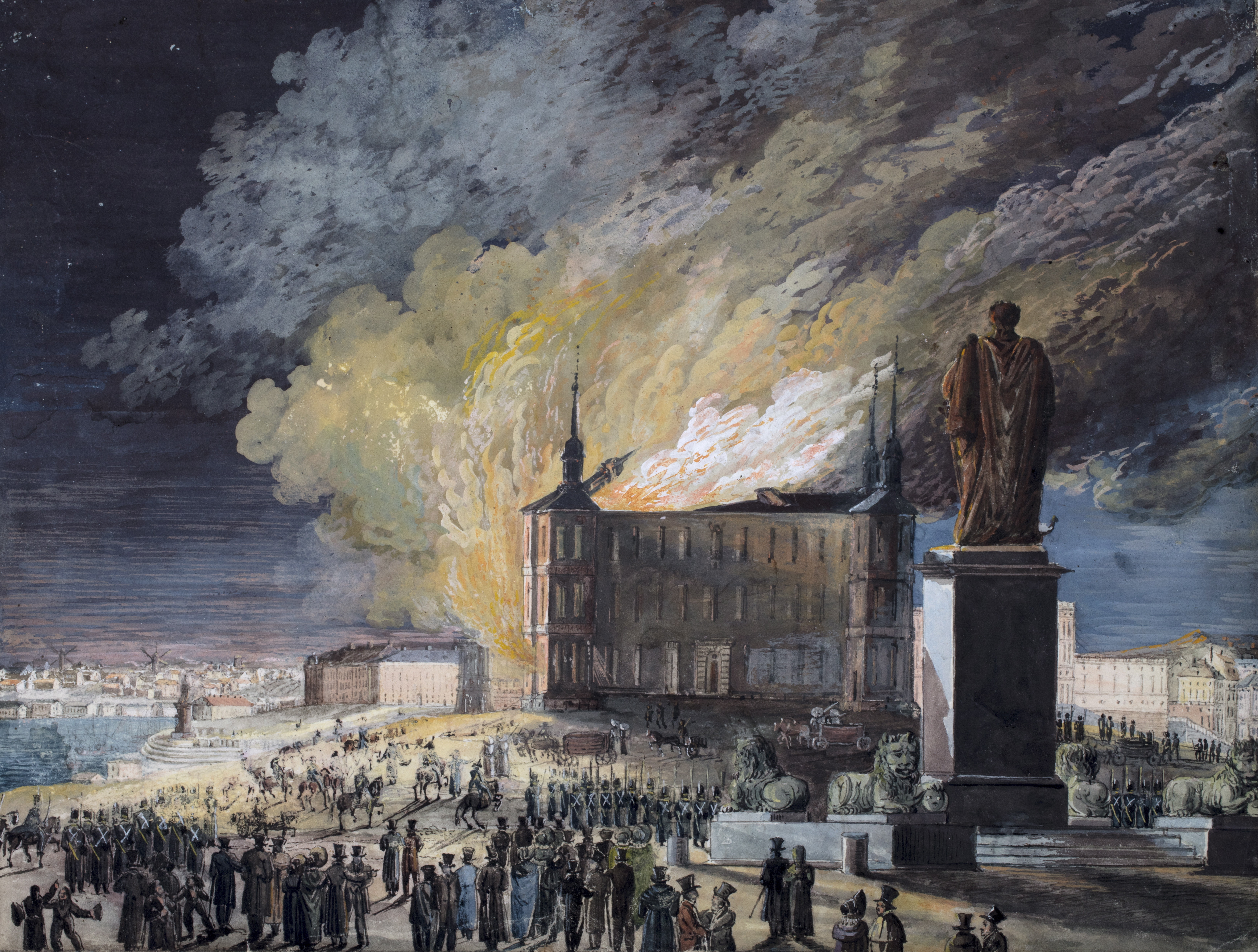
Palatset Makalös brand 1825.
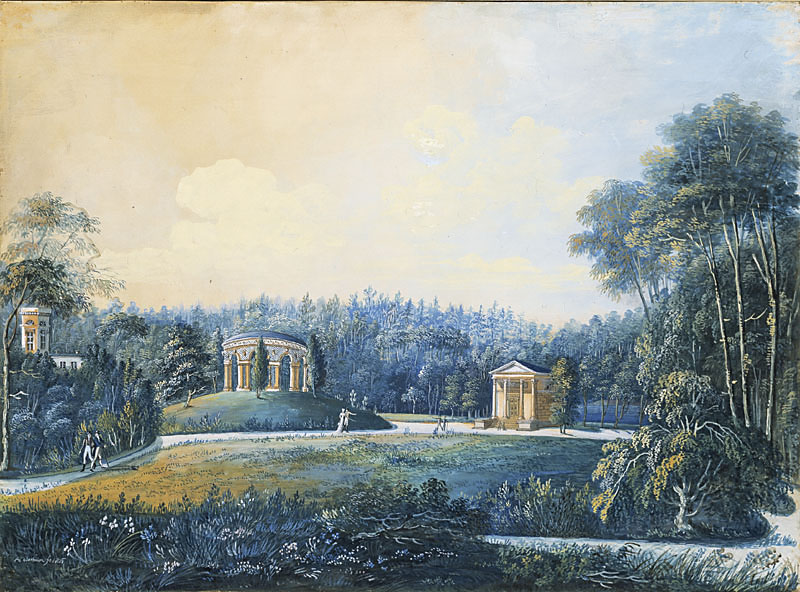
Motiv från Hagaparken 1805.
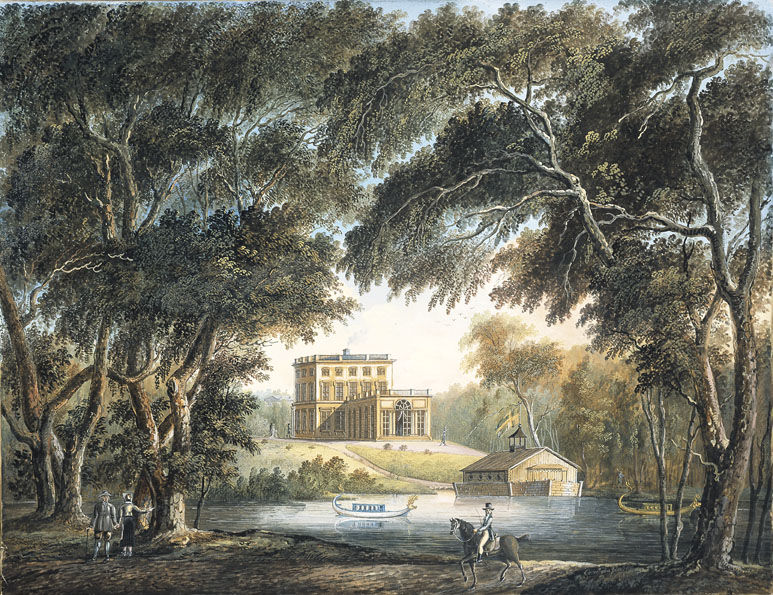
Gustav III:s paviljong 1811.
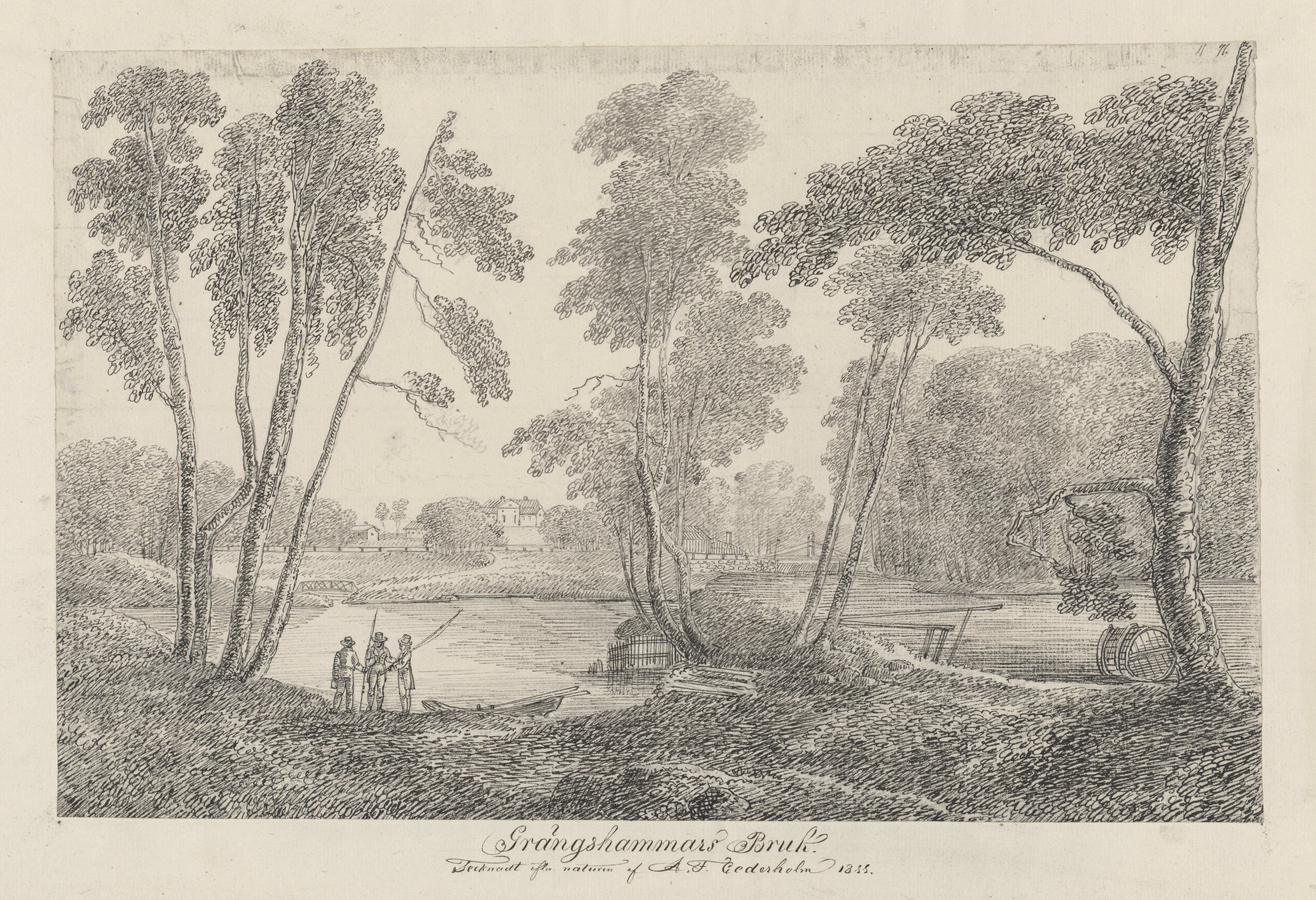
Grängshammars bruk 1811.
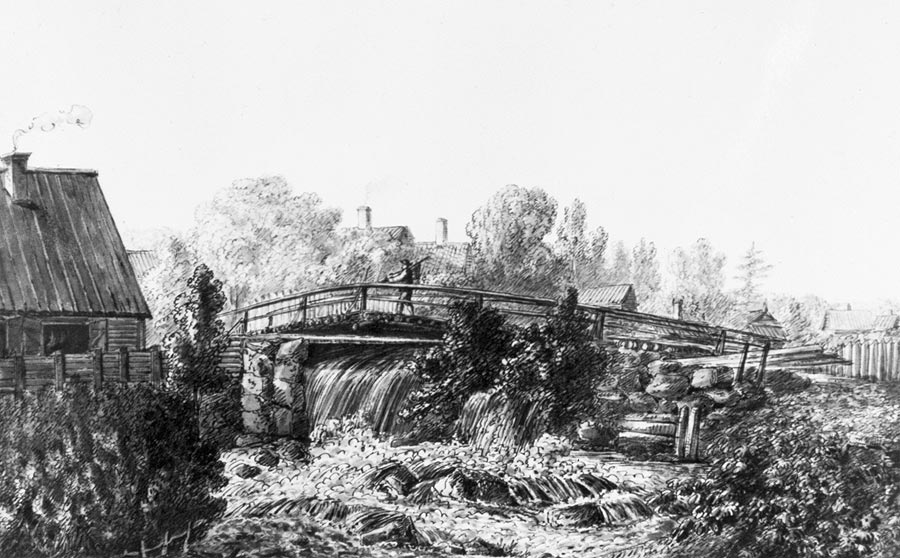
Wira bruk 1814.